# Cecidomyia fuscescens
Cecidomyia fuscescens är en tvåvingeart som först beskrevs av Philippi 1865.  Cecidomyia fuscescens ingår i släktet Cecidomyia och familjen gallmyggor. Inga underarter finns listade i Catalogue of Life.